# Sigmodon fulviventer
Sigmodon fulviventer är en däggdjursart som beskrevs av J. A. Allen 1889. Sigmodon fulviventer ingår i släktet bomullsråttor och familjen hamsterartade gnagare. IUCN kategoriserar arten globalt som livskraftig. Inga underarter finns listade i Catalogue of Life.
Arten blir 22 till 27 cm lång inklusive en 9 till 11 cm lång svans. Vikten är 200 till 220 g. Pälsen på ovansidan bildas av svarta och vita hår och undersidan är ljusbrun. Djurets svans är täckt av många små fjäll och av päls. Den har en svart färg. Sigmodon fulviventer har 16 tänder varav de övre framtänderna är väl utvecklade.
Denna gnagare lever i Nord- och Centralamerika från sydvästra USA (Arizona, New Mexico, Texas) till centrala Mexiko. Habitatet utgörs av gräsmarker, ibland med flera buskar, samt av öppna skogar med arter från ensläktet och med Pinus monophylla eller Pinus edulis.
Enligt flera observationer är individerna ganska aggressiva. Sigmodon fulviventer väver ett näste av grässtrån. De äter gräs och andra gröna växter samt sädeskorn och grönsaker. Dessutom ingår insekter samt ägg från vaktlar i födan. Ungarna föds under sensommaren eller under hösten. Dräktigheten varar 27 till 33 dagar och sedan föds 7 till 9 ungar. Redan två till tre dagar efter födelsen öppnar de sina ögon och de är helt täckta med päls. Ungarna diar sin mor 10 till 15 dagar och de blir könsmogna efter cirka 6 veckor.